# Ran, The Samurai Girl
Ran, The Samurai Girl (風まかせ月影蘭, Kazemakase Tsukikage Ran) é uma série de anime do gênero ação/comédia, veiculada no Japão pela WOWOW, e no Brasil pelo Animax. Foram produzidos 13 capítulos em 2000.

## Sinopse
No período Tokugawa (1600-1868), o Japão é controlado pelo Xogun. Graças à paz garantida pela sua autoridade, viajantes e comerciantes cruzam todo o país através de suas estradas. Ran é uma mulher samurai que adora saquê e que, junto com a Miao das Garras Felinas de Aço, uma exímia lutadora de artes marciais chinesas, vaga pelo país enfrentando os mais diferentes inimigos.

## Lista de episódios
1. Duas mulheres e um conflito
2. Por um ponhado de sakê
3. Meu filho será tua herança
4. Cinco homens, duas mulheres e um destino
5. Era uma vez numa gravura
6. A pinta não estava no lugar
7. Uma eletrizante experiência
8. É Deus no céu e é nóis na fita
9. Encontros e desencontros
10. Samurai Girl Steffani
11. Uma nova vingança
12. Miau contra-ataca
13. O retorno de um amor antigo

## Dublagem brasileira
- Ran - Cecília Lemes
- Miau das Garras Felinas de Aço - Letícia Quinto